# Ballana atridorsum
Ballana atridorsum är en insektsart som beskrevs av Van Duzee 1894. Ballana atridorsum ingår i släktet Ballana och familjen dvärgstritar. Inga underarter finns listade i Catalogue of Life.